# افسانه زلدا: اشک پادشاهی

لوگوی افسانه زلدا: اشک‌های پادشاهی

افسانه زلدا: اشک‌های پادشاهی (به انگلیسی: The Legend of Zelda: Tears of the Kingdom) یک بازی ویدئویی به سبک اکشن-ماجراجویی است که توسط نینتندو در مه ۲۰۲۳، برای کنسول نینتندو سوئیچ ساخته و منتشر شده‌است. این بازی بیستمین نسخه اصلی در مجموعه بازی‌های افسانه زلدا، و دنبالهٔ عنوان افسانه زلدا: نفس وحش (۲۰۱۷) به‌شمار می‌رود. در این نسخه نیز بازیکن کنترل شخصیت لینک را برای پیدا کردن پرنسس زلدا بر عهده می‌گیرد و برای جلوگیری از نابودی جهان به‌دست پادشاه شیطانی به مبارزه می‌پردازد.
اشک پادشاهی با واکنش‌های بسیار مطلوبی از سوی منتقدان همراه بود، که برای داشتن جهان باز، و تمرکز آن بر اکتشافات و تجربه اندوزی مورد تحسین قرار گرفت. این بازی در سه روز نخست انتشار بیش از ۱۰ میلیون نسخه، و تا سپتامبر ۲۰۲۳ بیش از ۱۹٬۵ میلیون نسخه فروخت و همین مسئله آن را به یکی از پرفروش‌ترین بازی‌های نینتندو سوئیچ تبدیل کرد.